# دردسر برادوی
دردسر برادوی (انگلیسی: Bumping into Broadway) یک فیلم کمدی صامت کوتاه به کارگردانی اوتیس ترنر است که در سال ۱۹۱۹ منتشر شد.

## بازیگران
- هارولد لوید
- اسناب پالرد
- ببه دنیلز
- چارلز استیونسون
- دی لَمپتون (نامش در عنوان‌بندی نیامده)
- گاس لئونارد (نامش در عنوان‌بندی نیامده)
- گیلورد لوید (نامش در عنوان‌بندی نیامده)
- سمی بروکس (نامش در عنوان‌بندی نیامده)
- ویلیام گیلسپی (نامش در عنوان‌بندی نیامده)
- هلن گیلمور (نامش در عنوان‌بندی نیامده)
- فرد سی. نیومیر (نامش در عنوان‌بندی نیامده)
- نوآ یانگ (نامش در عنوان‌بندی نیامده)